# Saillagouse
Saillagouse (Catalaans: Sallagosa) is een gemeente in het Franse departement Pyrénées-Orientales (regio Occitanie). De plaats maakt deel uit van het arrondissement Prades en ligt in de streek Cerdagne. Saillagouse telde op 1 januari 2022 1.161 inwoners.

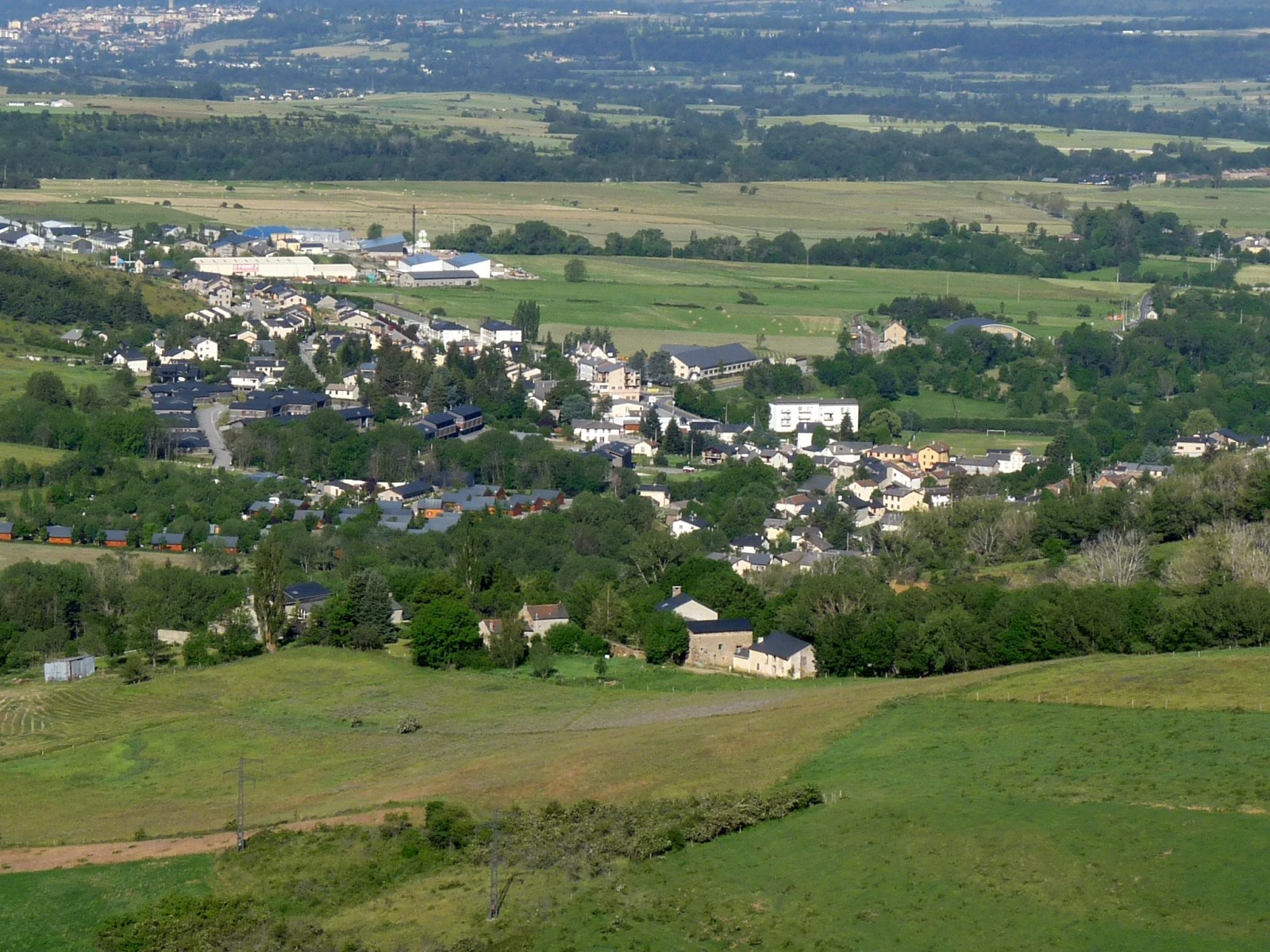
Saillagouse
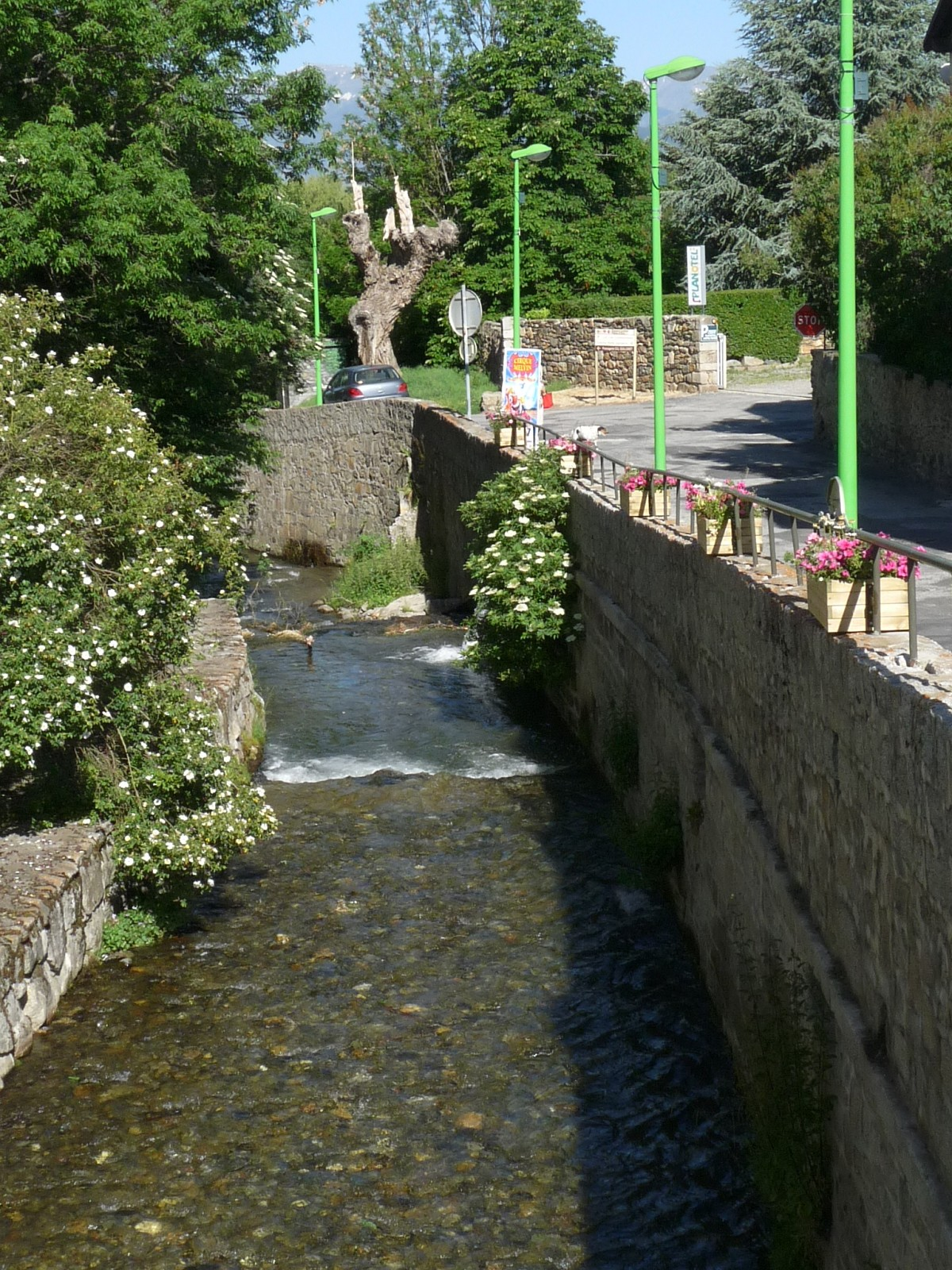
Saillagouse
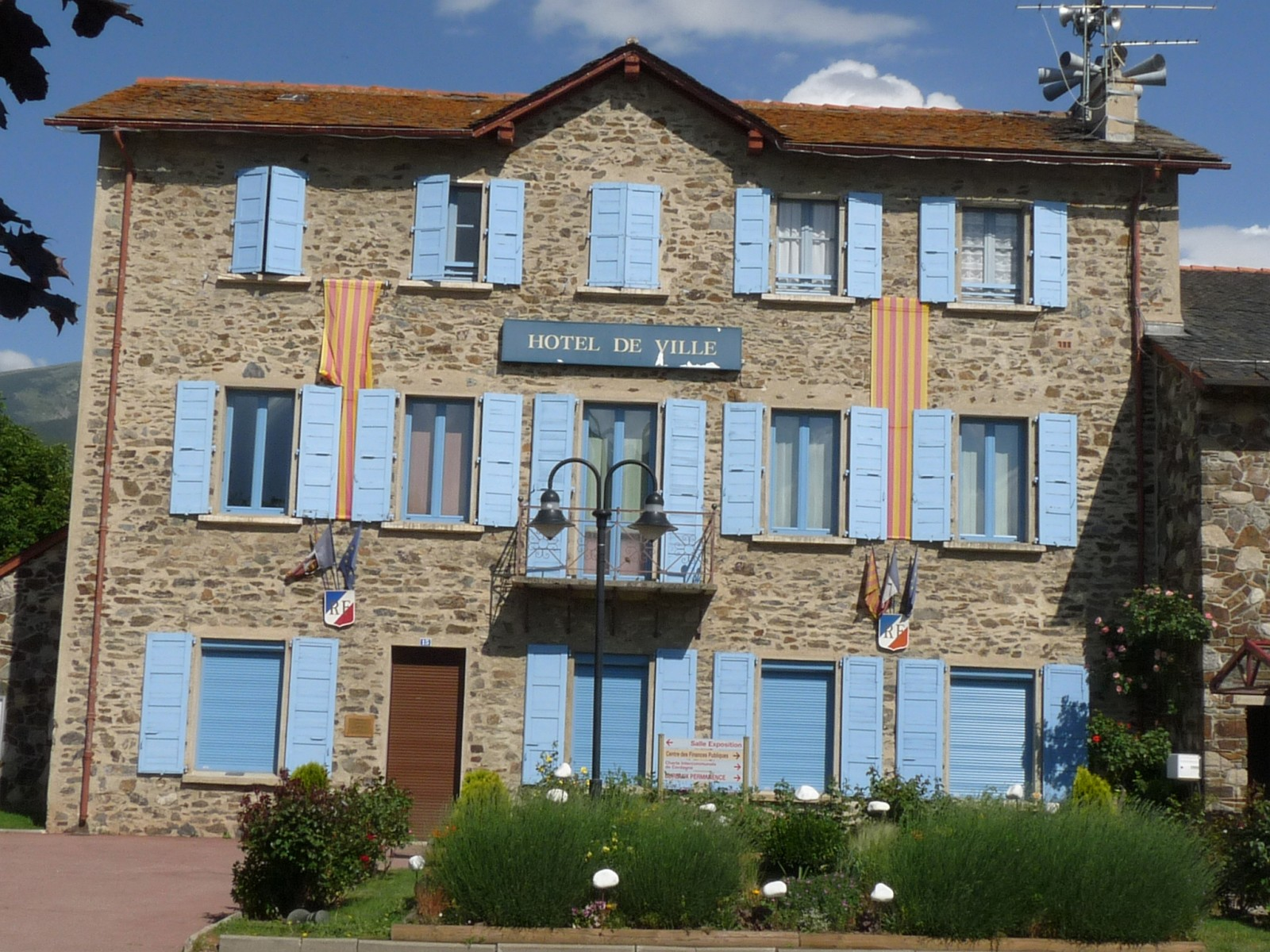
Gemeentehuis

## Geografie
De oppervlakte van Saillagouse bedroeg op 1 januari 2022 11,35 vierkante kilometer; de bevolkingsdichtheid was toen 102,3 inwoners per km².

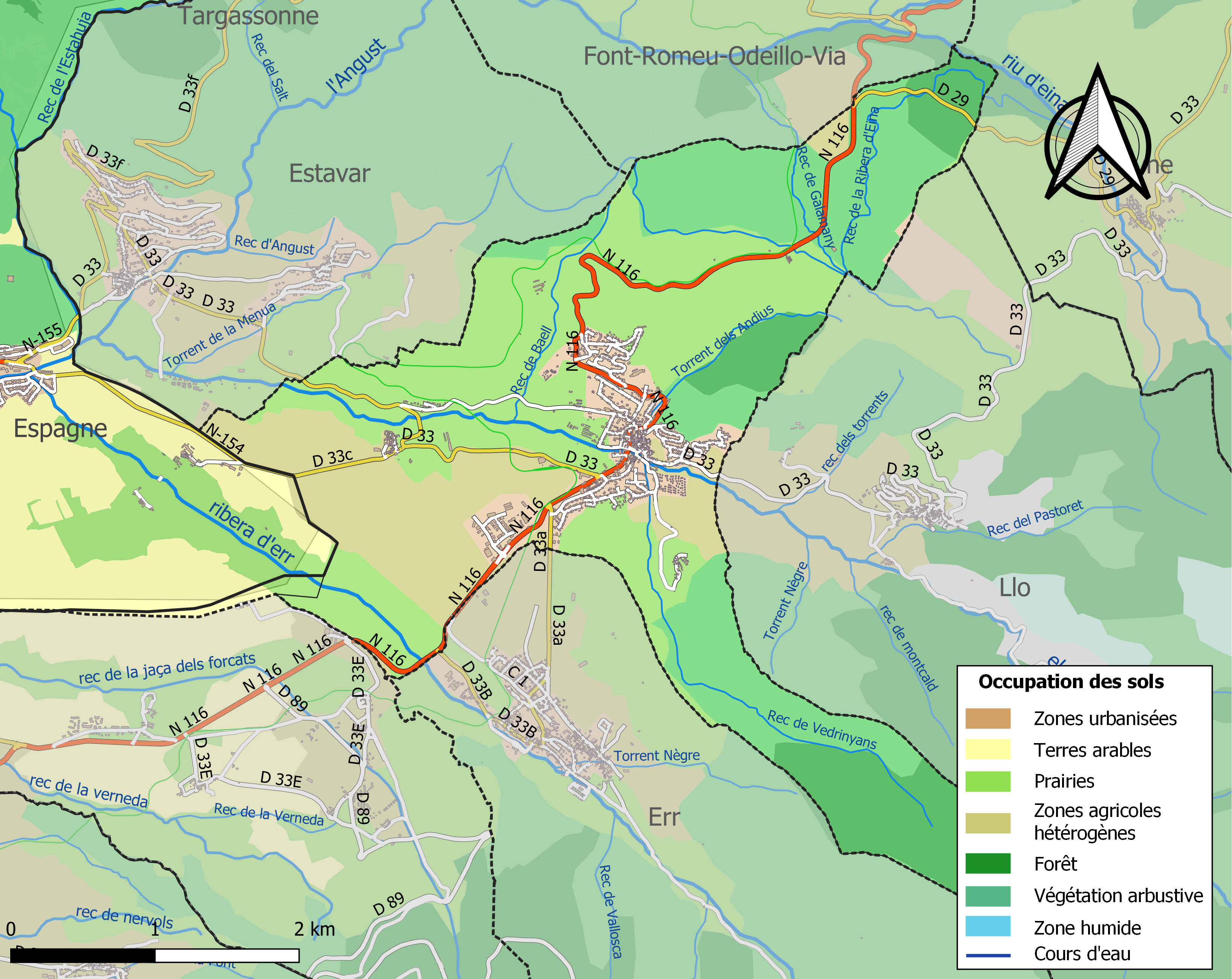
Kaart van de gemeente met de belangrijkste infrastructuur, bodemgebruik en omliggende gemeenten

## Verkeer en vervoer
In de gemeente liggen de spoorwegstations Saillagouse en Estavar.

## Demografie
Onderstaande figuur toont het verloop van het inwonertal (bron: INSEE-tellingen).